# نابف
نابف (بالإنجليزية: Napf)‏ هو أحد جبال سلسلة جبال الألب إيمينتال ويقع في كانتون برن/كانتون لوسيرن في سويسرا. يحتل المرتبة رقم 422 في قائمة جبال سويسرا من حيث الارتفاع، إذ يبلغ ارتفاعه حوالي 1408 متر، بينما يبلغ ارتفاع نتوء الجبل 552 متر.

## المناخ
يظهر الجدول التالي التغييرات المناخية على مدار السنة لنابف:
| البيانات المناخية لـنابف           | البيانات المناخية لـنابف | البيانات المناخية لـنابف | البيانات المناخية لـنابف | البيانات المناخية لـنابف | البيانات المناخية لـنابف | البيانات المناخية لـنابف | البيانات المناخية لـنابف | البيانات المناخية لـنابف | البيانات المناخية لـنابف | البيانات المناخية لـنابف | البيانات المناخية لـنابف | البيانات المناخية لـنابف | البيانات المناخية لـنابف |
| الشهر                              | يناير                    | فبراير                   | مارس                     | أبريل                    | مايو                     | يونيو                    | يوليو                    | أغسطس                    | سبتمبر                   | أكتوبر                   | نوفمبر                   | ديسمبر                   | المعدل السنوي            |
| ---------------------------------- | ------------------------ | ------------------------ | ------------------------ | ------------------------ | ------------------------ | ------------------------ | ------------------------ | ------------------------ | ------------------------ | ------------------------ | ------------------------ | ------------------------ | ------------------------ |
| متوسط درجة الحرارة الكبرى °م (°ف)  | 1.1 (34.0)               | 0.7 (33.3)               | 3.1 (37.6)               | 6.6 (43.9)               | 11.7 (53.1)              | 15.0 (59.0)              | 17.6 (63.7)              | 17.0 (62.6)              | 13.0 (55.4)              | 9.7 (49.5)               | 4.3 (39.7)               | 1.8 (35.2)               | 8.5 (47.3)               |
| المتوسط اليومي °م (°ف)             | −1.6 (29.1)              | −1.9 (28.6)              | 0.3 (32.5)               | 3.2 (37.8)               | 7.9 (46.2)               | 11.0 (51.8)              | 13.6 (56.5)              | 13.3 (55.9)              | 9.8 (49.6)               | 6.8 (44.2)               | 1.7 (35.1)               | −0.7 (30.7)              | 5.3 (41.5)               |
| متوسط درجة الحرارة الصغرى °م (°ف)  | −4.2 (24.4)              | −4.4 (24.1)              | −2.3 (27.9)              | 0.4 (32.7)               | 4.8 (40.6)               | 7.8 (46.0)               | 10.2 (50.4)              | 10.3 (50.5)              | 7.2 (45.0)               | 4.2 (39.6)               | −0.7 (30.7)              | −3.2 (26.2)              | 2.5 (36.5)               |
| الهطول مم (إنش)                    | 104 (4.1)                | 102 (4.0)                | 128 (5.0)                | 126 (5.0)                | 191 (7.5)                | 190 (7.5)                | 188 (7.4)                | 183 (7.2)                | 142 (5.6)                | 117 (4.6)                | 112 (4.4)                | 125 (4.9)                | 1٬708 (67.2)             |
| متوسط أيام هطول الأمطار (≥ 1.0 mm) | 11.3                     | 10.9                     | 13.5                     | 13.3                     | 15.0                     | 14.1                     | 12.9                     | 13.0                     | 11.2                     | 11.3                     | 11.5                     | 12.0                     | 150.0                    |
| متوسط الرطوبة النسبية (%)          | 73                       | 76                       | 78                       | 79                       | 79                       | 79                       | 77                       | 79                       | 83                       | 78                       | 77                       | 74                       | 78                       |
| ساعات سطوع الشمس الشهرية           | 106                      | 104                      | 126                      | 130                      | 145                      | 160                      | 188                      | 179                      | 144                      | 131                      | 94                       | 84                       | 1٬590                    |
| المصدر: MeteoSwiss                 |                          |                          |                          |                          |                          |                          |                          |                          |                          |                          |                          |                          |                          |